# Stapelianthus arenarius
Stapelianthus arenarius là một loài thực vật có hoa trong họ La bố ma. Loài này được Bosser & Morat miêu tả khoa học đầu tiên năm 1971.